# شهرستان شویی
شهرستان شویی (به لاتین: Xuyi County) یک شهرستان‌های جمهوری خلق چین در چین است که در هوایان واقع شده‌است.